# Driade (azienda)
Driade è un'azienda italiana fondata nel 1968 che opera principalmente nel settore dell'arredamento e del complemento d'arredo. È nota principalmente per l'uso innovativo di tecniche di lavorazione della plastica come ad esempio lo stampaggio rotazionale che le è valso un Premio Compasso d'oro nel 2008.

## Storia
Negli anni '70, Driade ha raggiunto notorietà grazie a produzioni come la sedia Delfina di Enzo Mari, che vinse il Compasso d'Oro nel 1979. Altri contributi significativi di questo periodo includono collaborazioni con designer come De Pas, D'Urbino, Lomazzi.
Negli anni '80, Driade ha intrapreso ulteriori collaborazioni con designer di fama mondiale come Philippe Starck, che progettò la sedia Costes nel 1984. Questo decennio segnò anche l'inizio delle collaborazioni con designer come Alessandro Mendini e Achille Castiglioni.
Nel 1995, Driade ha lanciato il Driadestore, un catalogo di mobili e oggetti d'arredo dedicato ai giovani. Questo periodo ha visto anche la continuazione delle collaborazioni con designer affermati come Ron Arad.
Nel 2013, Driade è stata acquisita da ItalianCreationGroup. Fabio Novembre è diventato il direttore artistico dell'azienda nel 2019.
Alla fine del 2024, Driade viene acquisita dal Gruppo NEMO assieme a Fontana Arte, entrando così nel gruppo guidato dall'imprenditore Federico Palazzari.